# Bataille de Fréteval
Conflit entre Capétiens et Plantagenêts
Batailles
- Fréteval (1194)
- Gisors (1198)
- Châlus-Chabrol (1199)

- Mirebeau (1202) (en)
- Château-Gaillard (1203-1204)
- Rouen (1204)

- Damme (navale) (1213)
- Damme (terrestre) (1213)
- La Roche-aux-Moines (1214)
- Bouvines (1214)

- Lincoln (1217)
- Douvres (1217)
- Sandwich (1217)

- La Rochelle (1224)

- Taillebourg (1242)

La bataille de Fréteval est un affrontement survenu le 5 juillet 1194 près du château de Fréteval en Loir-et-Cher, durant lequel les troupes anglo-normandes et angevines de Richard Cœur de Lion tendirent une embuscade à l’armée française commandée par Philippe Auguste.
La bataille se solde par une déroute de l’armée française. Ayant perdu une bonne partie de son trésor au cours de sa fuite, Philippe Auguste décide de conserver ses archives en lieu sûr à Paris, ce qui conduisit à la création du Trésor des Chartes.

## Contexte
Alors que Richard Cœur de Lion est retenu prisonnier, à l'issue de la troisième croisade par l'empereur Henri VI du Saint Empire, Philippe Auguste en profite pour s’attaquer aux possessions territoriales des Plantagenêt au nord de la France. Voyant une occasion de s’affirmer en l’absence de son frère, Jean sans Terre propose au roi de France une trêve. Par un traité signé en janvier 1194, Jean cède à Philippe Auguste le sud-est de la Normandie (le Vexin normand), Le Vaudreuil, Verneuil et Évreux.
Richard est finalement libéré le 4 février 1194 grâce au soutien de sa mère, Aliénor d'Aquitaine, qui paye les deux tiers de la rançon demandée, le reste devant être versé plus tard. Après un court passage en Angleterre, Richard débarque à Barfleur le 13 mai 1194. Décidé à reconquérir ses terres, il part immédiatement en campagne. À la fin du mois de mai, il pousse Philippe Auguste à lever le siège de Verneuil-sur-Avre, puis marche sur l’Anjou. Son but est de reprendre le contrôle des forteresses qui ont fait l’objet du traité signé en janvier entre Philippe et Jean sans Terre, ou d'en empêcher la conquête par les Français, tous les gouverneurs n'ayant pas accepté les clauses du traité. Le 13 juin, il prend Loches. Pendant que Philippe continue sa route vers le sud, Richard renforce les garnisons de Châtillon, Buzançais et Amboise. Il en profite également pour consolider les fortifications de Loches. À la fin du mois de juin, Philippe prend la citadelle de Fréteval puis assiège celle de Vendôme. Au même moment, Richard installe son camp dans la plaine de Courtiras, à une lieue de la place de Vendôme. Il envoie un message au roi de France pour l’informer qu’il l’attend pour livrer bataille. Après avoir consulté ses conseillers, Philippe choisit de ne pas affronter Richard directement. Il décide de se replier sur Fréteval, en profitant de l’obscurité de la nuit. Richard le poursuit jusqu’à la plaine de Lignières.

## Bataille
Emportant avec lui des fantassins légers, des archers et des arbalétriers, Richard remonte la rive droite du Loir. Vêtus légèrement, ses hommes sont plus rapides que l’armée française qui remonte la rivière sur la rive gauche en direction de Fréteval. Par ailleurs, l’armée française est ralentie par la file de chariots qui contient les archives du roi. En effet, la monarchie française est alors itinérante, les archives servant à prouver les droits du roi de France au cours de sa campagne. Les gués et zones marécageuses entravent également la progression de l’armée. Certains chariots s’embourbent, obligeant les Français à s’employer pour les dégager. Face à ces contre-temps, l’avant-garde française ralentit pour attendre l’arrière-garde.
Pendant ce temps, Richard franchit le Loir afin de se placer du même côté que les Français puis il déploie sa cavalerie dans la forêt au-dessus de la plaine de Lignières. Les archers et arbalétriers anglo-normands sont cachés dans les marécages.
Tandis que Philippe est parti prendre un court repos au village de Beaufour, l’armée française débouche dans la plaine de Lignières. Vers 7 h du matin, alors que l’avant-garde approche de la sortie de la plaine, Richard passe à l’attaque. Guillaume Le Breton, qui fut le chapelain et biographe de Philippe Auguste, raconte la scène :
« Entre Fréteval et le château de Blois, est un lieu peu célèbre nommé Beaufour, perdu en quelque sorte au milieu des bois, et enfoncé dans de noires vallées. Le roi était par hasard en ce lieu avec ses barons; et vers le milieu de la matinée, il prenait son repas, tandis que les troupes cheminaient avec les chariots et les chevaux chargés d'armes, de vases et de toutes les autres choses nécessaires pour l'usage d'un camp. Tout à coup, le roi des Anglais s'élance du sein de sa retraite, et disperse facilement ce peuple désarmé et tout chargé de vivres et d'effets : il tue, emmène, enlève les chariots, les bagages, les chevaux, les corbeilles et les vases des cuisines et des tables, vases que l'or et l'argent rendaient éclatants et plus précieux que tous les autres. »
Décontenancés et attaqués de toutes parts, les Français tentent de riposter et font charger les chevaliers, mais ceux-ci doivent se replier face à la contre-attaque de la cavalerie anglo-normande. Les hommes sont massacrés et les chariots pillés. « Le même roi s’empara des bagages du roi avec l’argent et les différents meubles […] Le ravisseur n'épargna pas davantage les petits tonneaux tout remplis d'écus, pas plus que les sacs qui renfermaient les ornements, les registres des impôts et effets. »
Alors que Richard Cœur de Lion s'empare des archives que Philippe Auguste a abandonnées, ce dernier parvient à s’enfuir par le bois de l’Épau.

## Conséquences
Marqué par la perte de son trésor, de ses sceaux royaux et de ses chartes, qui le suivaient dans tous ses déplacements, Philippe Auguste décide que ses archives et documents juridiques seront désormais gardés en lieu sûr à Paris. Il crée la fonction de Garde des Sceaux et les Archives nationales. Il charge également son conseiller Guérin de créer le Trésor des Chartes. Établi au Louvre puis à la Sainte-Chapelle, celui-ci constituera le fondement des futures archives du Royaume.
Après cette bataille, Richard finalise la reconquête de la Normandie. Après une première trêve qui n’est pas respectée, la guerre continue et se déplace dans le Berry. Philippe Auguste et Richard Cœur de Lion signent finalement un traité de paix à Gaillon le 15 janvier 1196 : Richard cède Gisors et le Vexin normand à Philippe, qui lui abandonne les différentes conquêtes qu'il a faites en Normandie et ses prétentions sur le Berry et l'Auvergne de Guy II.